# 5 Pułk Strzelców Konnych (1920)
5 pułk strzelców konnych – oddział jazdy dywizyjnej Wojska Polskiego w II Rzeczypospolitej okresu wojny polsko-bolszewickiej.

## Formowanie i zmiany organizacyjne
Rozkazem Ministerstwa Spraw Wojskowych z 17 czerwca 1919, z luźnych szwadronów poprzydzielanych do oddziałów piechoty jako kawaleria dywizyjna, utworzone zostały cztery pułki dragonów.
Jesienią 1919 zreorganizowano jazdę dywizyjną. W miejsce istniejących pułków dragonów sformowano cztery pułki strzelców konnych. Dowództwa pułków strzelców konnych sprawowały tylko funkcje inspekcyjne, nie dowódcze. Poza zmianą nazwy, przemianowanie to nie pociągnęło za sobą żadnych zmian organicznych wewnątrz pułków.
W międzyczasie pułki rozrosły się do czterech dyonów i posiadały nominalnie po 8 szwadronów i szwadron zapasowy. W drugiej połowie 1920 wyszły nowe etaty wojenne pułków strzelców konnych. Według tych etatów, w skład pułku wchodziły trzy dywizjony z numeracją I–III, oraz szwadron zapasowy. Dywizjon składał się z dowództwa dyonu, plutonu ckm na taczankach i dwóch szwadronów z wewnętrzną numeracją pułkową 1–6.
Szwadron zapasowy dzielił się na dowództwo ze sztabem i sekcją łączności, oraz oddziały: rekrutów, ozdrowieńców, ujeżdżania koni i karabinów maszynowych. Ze względu na konieczność zwolnienia ze służby kawalerii dywizyjnej jednostek kawalerii liniowej, zdecydowano się sformować kolejny, 5 pułk strzelców konnych. W jego skład weszły oddziały różnych pułków tworzące szwadron por. Albrechta. Potem do pułku dołączył I Lubelski dywizjon ochotniczy. Pułk liczył dwa dywizjony i szwadron zapasowy.
W wyniku kolejnych reorganizacji pułk ten przemianowany został na 7 pułk strzelców konnych.

## Struktura organizacyjna
Pierwszy skład
- dowództwo pułku w Grudziądzu
- oddział 1 pułku ułanów
- oddział 10 pułku ułanów
- samodzielny dywizjon strzelców granicznych